# Plecha pierwotna

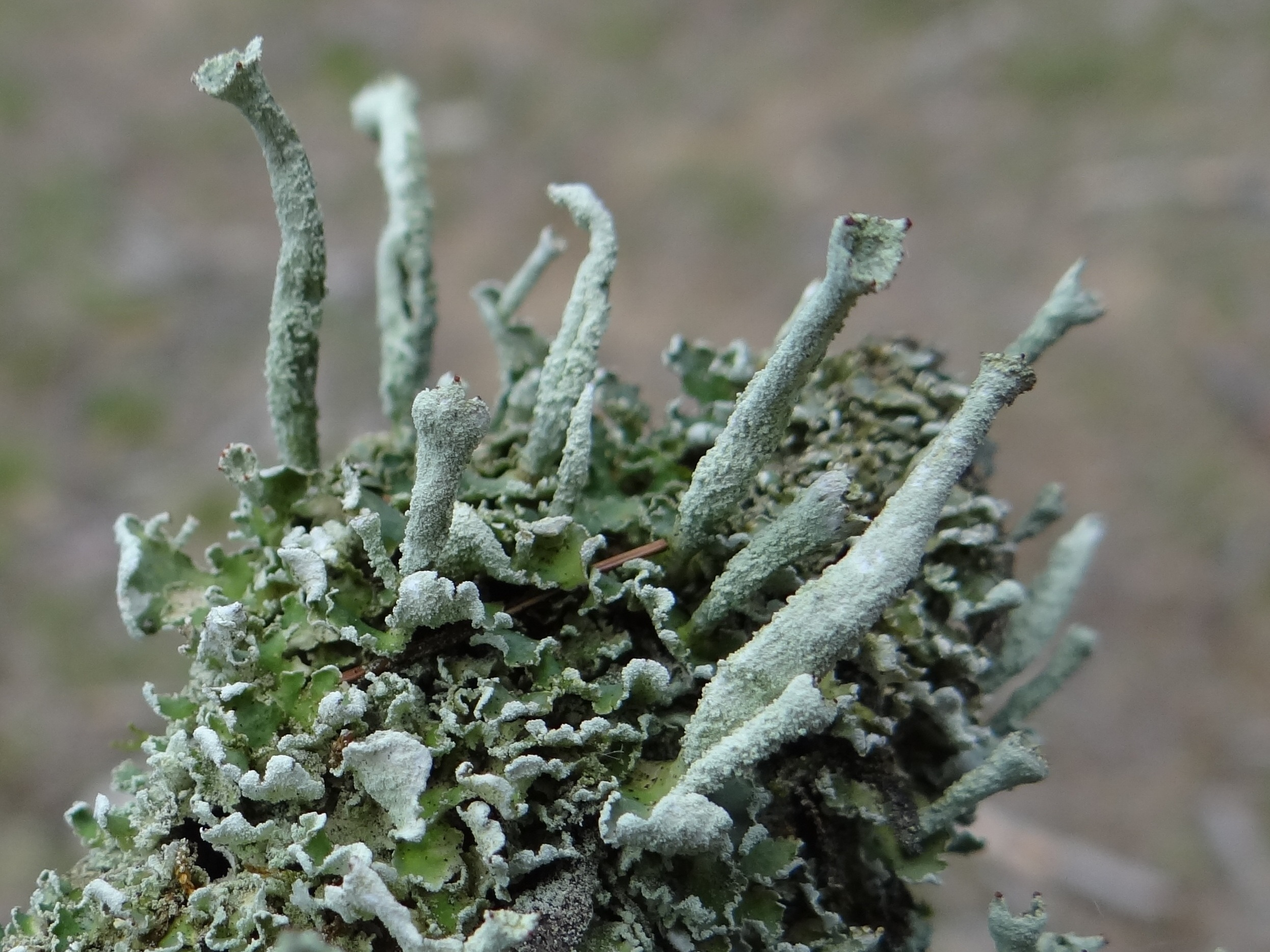
Plecha pierwotna (zielonoszare listeczki) i plecha wtórna (słupkowate podecja) u chrobotka palczastego

Plecha pierwotna – występujący u niektórych porostów rodzaj plechy – pierwszy, jaki rozwija się na podłożu z kiełkujących urwistków, izydiów czy zarodników. Na plesze pierwotnej wyrasta później drugi rodzaj plechy – plecha wtórna.
Plecha pierwotna występuje np. u licznych gatunków z rodzaju Baeomyces (grzybinka), Cladonia (chrobotek), Stereocaulon (chróścik). Różni się budową od plechy wtórnej. Jest to plecha skorupiasta, lub ma postać drobnych łusek lub listków, podczas gdy plecha wtórna ma postać słupkowatych, pojedynczych lub rozgałęzionych podecjów. Plecha pierwotna może być trwała, tzn. występująca cały czas, łącznie z plechą wtórną, lub wcześniej czy później zanikająca.